# Sergio Roitman
Sergio Roitman (* 16. května 1979 v Buenos Aires, Argentina) je současný argentinský profesionální tenista.
 Ve své dosavadní kariéře vyhrál 2 turnaje ATP ve čtyřhře.

## Finálové účasti na turnajích ATP (2)

### Čtyřhra - výhry (2)
| Legenda                                                       |
| ATP International Series Gold / ATP World Tour 500 Series (0) |
| ATP International Series / ATP World Tour 250 Series (2)      |

| Č. | Datum             | Turnaj                | Povrch | Partner          | Soupeři ve finále                   | Výsledek      |
| 1. | 23. červenec 2000 | Amsterdam, Nizozemsko | antuka | Andres Schneiter | Edwin Kempes Dennis van Scheppingen | 4-6, 6-4, 6-1 |
| 2. | 22. červenec 2001 | Umag, Chorvatsko      | antuka | Andres Schneiter | Ivan Ljubičić Lovro Zovko           | 6-2, 7-5      |

## Postavení na žebříčku ATP na konci sezóny

### Dvouhra
| Rok    | 1996  | 1997    | 1998   | 1999   | 2000   | 2001   | 2002   | 2003   | 2004   | 2005   | 2006  | 2007  | 2008   |
| Pořadí | 1028. | ▼ 1041. | ▲ 392. | ▲ 368. | ▲ 247. | ▲ 230. | ▲ 186. | ▲ 176. | ▼ 196. | ▲ 173. | ▲ 73. | ▲ 69. | ▼ 119. |

### Čtyřhra
| Rok    | 1996 | 1997    | 1998   | 1999   | 2000   | 2001  | 2002   | 2003   | 2004   | 2005   | 2006  | 2007   | 2008  |
| Pořadí | 939. | ▼ 1050. | ▲ 755. | ▲ 274. | ▲ 114. | ▲ 95. | ▼ 104. | ▼ 119. | ▼ 171. | ▲ 134. | ▲ 63. | ▼ 176. | ▲ 55. |